# Frisco (Colorado)
Frisco é uma cidade  localizada no estado americano de Colorado, no Condado de Summit.

## Demografia
Segundo o censo americano de 2000, a sua população era de 2443 habitantes.
Em 2006, foi estimada uma população de 2498, um aumento de 55 (2.3%).

## Geografia
De acordo com o United States Census Bureau tem uma área de
4,5 km², dos quais 4,3 km² cobertos por terra e 0,2 km² cobertos por água. Frisco localiza-se a aproximadamente 2849 m acima do nível do mar.

## Localidades na vizinhança
O diagrama seguinte representa as localidades num raio de 24 km ao redor de Frisco.